# 전주MBC 여성시대
전주MBC 여성시대 홍혜정, 이충훈입니다는 전주MBC 표준FM(FM 94.3/101.7MHz, AM 855kHz)에서 매일 오전 10시 5분부터 오전 11시까지 방송했던 전라북도 전 지역의 라디오 프로그램이다. 2023년 3월 31일 자로 24년만에 폐지되었다.

## 진행
- 홍혜정, 이충훈

## 같이 보기
- 전주문화방송
- MBC 표준FM
- 여성시대 양희은, 서경석입니다